# Tchang

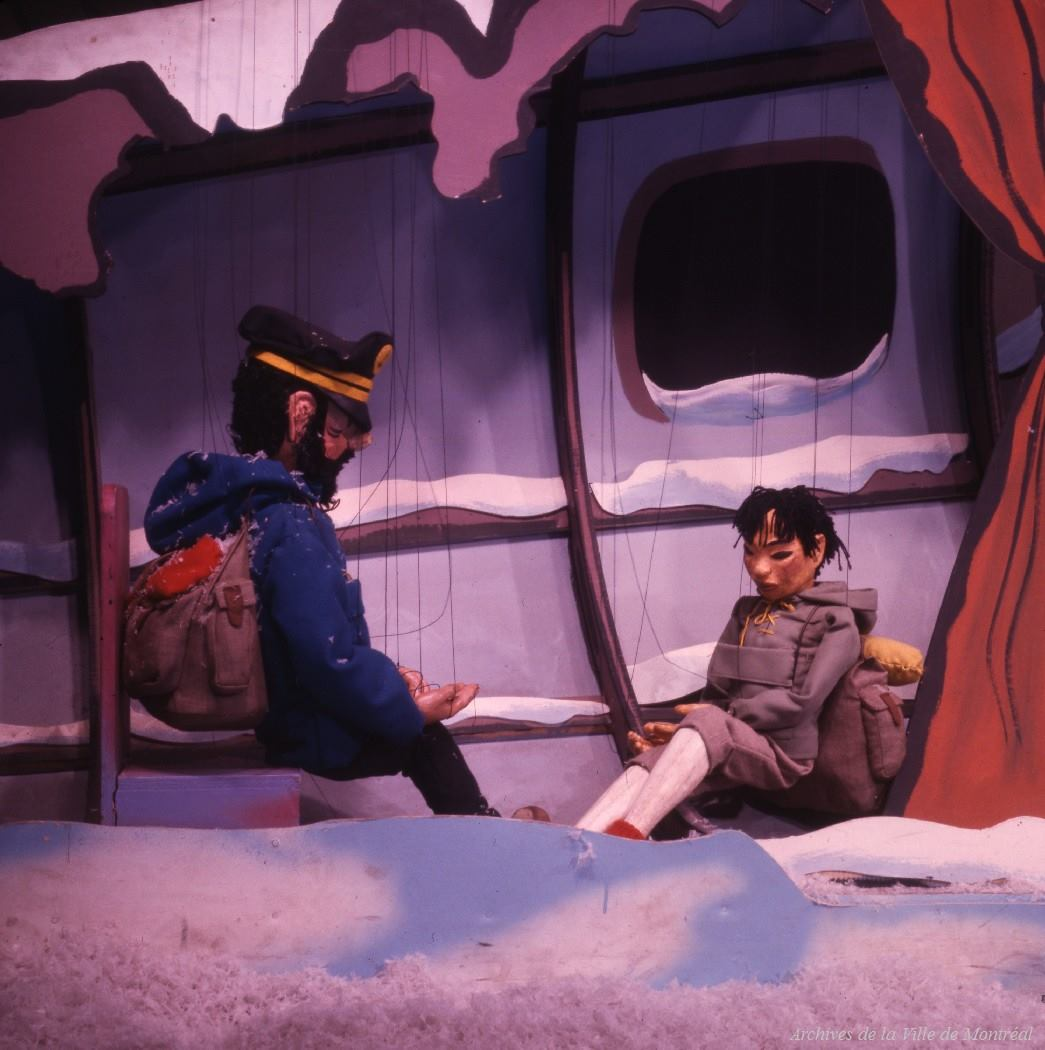
Kapitein Haddock en Tchang in Kuifje in Tibet (marionetten van Micheline Legendre).

Tchang Tchong-Jen is een personage uit de Kuifjestrips van de Belgische tekenaar Hergé. Hij komt als stripfiguur voor in de verhalen De Blauwe Lotus en Kuifje in Tibet. In beide speelt hij een belangrijke rol. In het verhaal De juwelen van Bianca Castafiore ontvangt Kuifje een schrijven van hem.

## In de verhalen
In De Blauwe Lotus fungeert Tchang als de gids en metgezel van Kuifje. Ze ontmoeten elkaar per toeval als Kuifje hem van de verdrinkingsdood redt. Tchang op zijn beurt redt Kuifjes leven als hij een aanslagpleger aanvalt die zich voordoet als fotograaf en Kuifje neerschiet met een in zijn fototoestel verborgen machinegeweer. Bij het gevecht dat zich ontspint, krijgt de schurk de overhand en Kuifje redt hem opnieuw, met hulp van zijn hond Bobbie. Tchang helpt Kuifje vervolgens bij een inbraak, het stelen van een taxi en bij de arrestatie van Rastapopoulos en Mitsuhirato, waarbij de ontvoerde Wang Jen-Ghie, zijn vrouw en zoon bevrijd worden. Uiteindelijk wordt Tchang als pleegkind geadopteerd door Wang Jen-Ghie en diens echtgenote.
Het verhaal Kuifje in Tibet (dat pas tientallen jaren later verscheen) is helemaal rond Tchang opgebouwd. Tchang is hier een van de inzittenden van een passagiersvliegtuig dat in Tibet is neergestort. Kuifje zet een reddingsactie op touw in de hoop hem levend aan te treffen. Dat gebeurt inderdaad.
In een brief die Kuifje in De Juwelen van Castafiore ontvangt, schrijft Tchang dat hij nu in Londen verblijft en dat alles goed met hem gaat.

## Naamgeving
In de originele Franstalige uitgave van De Blauwe Lotus uit 1936 stelt hij zich aan Kuifje voor met alleen zijn familienaam 'Tchang' en zo wordt hij in alle albums door Kuifje aangesproken. In de vernieuwde en ingekleurde versie van 1946, stelt hij zich voor met zijn volledige naam. In Kuifje in Tibet schrijft Tchang zijn naam in het Chinees op een rotsblok, maar de Chinese karakters zijn die van een andere naam, Tchang Tchung-jen. De fout is gemaakt in de ambassade van Taiwan in Brussel. Hergé had de naam verkeerd gedicteerd toen hij een medewerker vroeg hem in Chinese karakters op te schrijven.

## Achtergrond
Het personage is gebaseerd op de jonge Chinese beeldhouwer en olieverfschilder Tchang Tchong-Jen (张充仁, Hanyu pinyin Zhang Chongren), die drie jaar in België studeerde en waarvoor Hergé een diepe vriendschap voelde. Hergé leerde hem kennen toen hij hem op advies van pater Léon Gosset benaderde om achtergrondgegevens over China te verstrekken voor een meer realistische benadering van het verhaal dat later De Blauwe Lotus zou gaan heten.

De Chinese student hielp Hergé enorm met de tekeningen in De Blauwe Lotus. Door hem raakte Hergé geïnteresseerd in de Chinese cultuur. Ook verloor Hergé dankzij zijn vriendschap met Tchang de vooroordelen die hij eerder had. In een interview zei Hergé hierover eens: 
Tchang was een heel bijzondere jongen. Door hem heb ik de Chinese poëzie, het Chinese schrift leren kennen, ervan leren houden. [...] Door hem heb ik ook de betekenis van vriendschap, poëzie, de natuur leren begrijpen.
Tchang is de enige levende persoon die met zijn eigen naam in een Kuifjealbum verscheen. Hij ontstond omdat Hergé en Tchang Tchong-Jen van mening waren dat Kuifje in De Blauwe Lotus (dat toen een andere naam had) een metgezel nodig had. In eerste instantie dachten ze aan een oudere man, maar vanwege het avontuurlijke karakter van het scenario zagen ze daar vanaf. Om een eventuele liefdesrelatie te voorkomen, vonden ze de aanwezigheid van een jonge vrouw naast Kuifje eveneens ongewenst. Daarop werd gekozen voor een jongeman. Hij kreeg de naam van Tchang als dankbetoon voor het vele werk dat hij aan de totstandkoming van het verhaal had verricht.
Tchang was erg betrokken bij het werk van Hergé. Hij was het die voor Hergé de Chinese geschriften schreef in het album De Blauwe Lotus. Ook hielp hij hem met het verfijnen van zijn tekenwerk. Hergé vroeg hem om het verhaal gezamenlijk als auteur te signeren. Tchang weigerde, maar op een van de tekeningen heeft hij zijn naam gekalligrafeerd. Alleen het derde en laatste deel is zichtbaar.
Tchang vertrok vlak voor het verlopen van zijn visum terug naar China, waar het contact tussen beiden, vlak voor de Japanse verovering van Shanghai in 1937, verbroken raakte. Hergé probeerde voortdurend het contact te herstellen, wat pas in 1975 lukte. Zes jaar later keerde Tchang Tchong-Jen naar Brussel terug voor een emotioneel beladen weerzien. Gedurende zijn drie maanden in Europa kon Hergé het echter niet goed met hem vinden en de hernieuwde kennismaking liep uit op een grote teleurstelling.

## Overeenkomsten en verschillen
De echte Tchang verloor op jonge leeftijd zijn moeder. Zijn fictieve alter ego verloor die eveneens, evenals zijn vader, al blijft in de verhalen onbekend hoe.
De student Tchang leerde Hergé dat diverse stereotype denkbeelden over China en de Chinezen onwaar zijn. In De Blauwe Lotus is het andersom en vertelt Kuifje aan de stripfiguur Tchang welke vooroordelen ten aanzien van Chinezen er allemaal in Europa heersen, nadat eerst is gebleken dat Tchang van zijn kant denkt dat alle blanken slechteriken zijn.
Van de stripheld Tchang zijn tijdens de Bokseropstand zijn grootouders vermoord door Europeanen; hier komt Tchangs bevooroordeeldheid jegens blanken vandaan.